# 第13師団 (陸上自衛隊)
第13師団（だいじゅうさんしだん、JGSDF 13th Division）は、中部方面隊隷下にあった師団のひとつである。3個普通科連隊を基幹とし、中国地方の防衛警備を担当していた。廃止後は第13旅団が編成されている。

## 沿革
乙師団
- 1962年（昭和37年）1月18日：陸上自衛隊の師団制への改編に伴い、第3管区隊を主な母体として中国5県（山口県、広島県、岡山県、島根県、鳥取県）および四国4県（香川県、愛媛県、徳島県、高知県）、兵庫県淡路島を担任する定員7,000名の乙師団として編成完結。3個普通科連隊基幹。

1. 海田市駐屯地において創隊式を挙行。
2. 第13特科連隊は姫路駐屯地において編成完結[1]。
3. 第13戦車大隊は今津駐屯地において編成完結[1]。
4. 第8普通科連隊は海田市駐屯地から米子駐屯地へ移駐[2]。

※ 編成（師団司令部、同付隊、第8・第15・第17普通科連隊、特科連隊、戦車大隊、施設大隊、通信大隊、偵察隊、対戦車隊、武器隊、補給隊、輸送隊、衛生隊）
1965年頃の主要編成
第8・第15・第17普通科連隊、第13特科連隊、第13戦車大隊
- 1965年（昭和40年）
  - 3月31日：日本原駐屯地が開設。第13特科連隊第2大隊が姫路駐屯地から日本原駐屯地へ移駐[3]。
  - 6月30日：第13戦車大隊が今津駐屯地から日本原駐屯地へ移駐[3]。

甲師団
- 1970年（昭和45年）3月10日：師団改編（甲師団化：定員9,000名）。4個普通科連隊を基幹とする。

1. 第46普通科連隊を善通寺駐屯地に新編。海田市駐屯地に移駐。
2. 第13特科連隊に第4大隊、第5大隊第12中隊および第6大隊第5射撃隊を新編。
3. 第13戦車大隊に第4戦車中隊を新編。

- 1971年（昭和46年）3月25日：第13特科連隊主力（第1･2大隊欠）が日本原駐屯地に移駐[2]。
- 1975年（昭和50年）8月1日：第13音楽隊を海田市駐屯地に新編。

乙師団
- 1981年（昭和56年）3月25日：四国4県・淡路島の警備を担当する第2混成団新編による師団改編（乙師団化：定員7,100名）。

1. 第15普通科連隊が第2混成団隷下に編入。
2. 第13戦車大隊第4戦車中隊を第2混成団戦車隊に改編。
3. 第13特科連隊第4大隊および第5大隊第12中隊を基幹とし、第6大隊から1個高射中隊を新編して、第2混成団特科大隊を新編[4]。

1990年頃の主要編成
第8・第17・第46普通科連隊、第13特科連隊、第13戦車大隊
- 1990年（平成02年）3月26日：戦車北転事業の影響により、第13戦車大隊第3戦車中隊を廃止。

甲師団（近代化改編）
- 1991年（平成03年）3月29日：師団近代化改編。

1. 第8・第17・第46普通科連隊を自動車化連隊に改編。
2. 第13武器隊、第13補給隊、第13輸送隊、第13衛生隊を統合し、第13後方支援連隊を新編。
3. 第13特科連隊第6大隊を第13高射特科大隊として分離独立、師団直轄とする。
4. 第13師団司令部付隊に化学防護小隊を新編。
5. 第13偵察隊に電子偵察小隊を新編。

- 1994年（平成06年）3月28日：中部方面航空隊から第13飛行隊を隷下に編入。
- 1999年（平成11年）3月28日：陸上自衛隊で初の旅団編成となる第13旅団への改編に伴い、廃止。

## 廃止時の編成
廃止後の編成を併記する。
- 海田市駐屯地（広島県安芸郡海田町）
  - 第13師団司令部および同付隊 → 第13旅団司令部および同付隊へ縮小改編。
  - 第46普通科連隊 → 軽普通科連隊へ縮小改編。
  - 第13後方支援連隊 → 第13後方支援隊へ縮小改編。
  - 第13施設大隊 → 第13施設中隊へ縮小改編。
  - 第13通信大隊 → 第13通信中隊へ縮小改編。
  - 第13音楽隊
- 米子駐屯地（鳥取県米子市）
  - 第8普通科連隊 → 軽普通科連隊へ縮小改編。
- 山口駐屯地（山口県山口市）
  - 第17普通科連隊 → 軽普通科連隊へ縮小改編。
- 日本原駐屯地（岡山県勝田郡奈義町）
  - 第13特科連隊 → 第13特科隊へ縮小改編。第4射撃中隊はコア編成。
  - 第13高射特科大隊 → 第13高射特科中隊へ縮小改編。
  - 第13戦車大隊 → 第13戦車中隊へ縮小改編。
- 出雲駐屯地（島根県出雲市）
  - 第13偵察隊
  - 第13対戦車隊 → 第13対戦車中隊へ縮小改編。
- 防府分屯地（山口県防府市）
  - 第13飛行隊

## 司令部および歴代師団長
| 代 | 氏名                | 在任期間                                  | 出身校・期                         | 前職                                                | 後職                                       |
| -- | ------------------- | ----------------------------------------- | ---------------------------------- | --------------------------------------------------- | ------------------------------------------ |
| 01 | 加藤昌平 （陸将補） | 1962.1.18 - 1962.7.31                     | 陸士41期・ 陸大50期                | 陸上幕僚監部武器課長 →1961.8.1 中部方面総監部付     | 陸上幕僚監部付 →1962.9.20 退職（陸将昇任） |
| 02 | 吉江誠一            | 1962.8.1 - 1964.8.13 ※1963.7.1 陸将昇任   | 陸士43期・ 陸大50期                | 北部方面総監部幕僚長 兼 札幌駐とん地司令 （陸将補） | 統合幕僚会議事務局長 兼 統合幕僚学校長     |
| 03 | 渡邊利亥            | 1964.8.14 - 1968.3.15 ※1965.3.16 陸将昇任 | 陸士45期・ 陸大53期                | 東部方面総監部幕僚長 兼 市ヶ谷駐屯地司令 （陸将補） | 陸上幕僚監部付 →1968.6.30 退職             |
| 04 | 古川義道            | 1968.3.16 - 1970.6.30 ※1968.7.1 陸将昇任  | 陸士48期・ 陸大56期                | 西部方面総監部幕僚長 兼 健軍駐とん地司令 （陸将補） | 第1師団長                                  |
| 05 | 和田曻治            | 1970.7.1 - 1972.6.30 ※1971.1.1 陸将昇任   | 海機47期                           | 北部方面総監部幕僚長 兼 札幌駐とん地司令 （陸将補） | 陸上自衛隊航空学校長 兼 明野駐とん地司令   |
| 06 | 栗栖弘臣            | 1972.7.1 - 1974.6.30                      | 東京帝国大学 昭和18年卒・ 短現10期 | 北部方面総監部幕僚長 兼 札幌駐とん地司令            | 統合幕僚会議事務局長 兼 統合幕僚学校長     |
| 07 | 緒方二郎            | 1974.7.1 - 1976.6.30                      | 陸士54期                           | 西部方面総監部幕僚長 兼 健軍駐とん地司令            | 退職                                       |
| 08 | 鈴木敏通            | 1976.7.1 - 1977.10.19                     | 陸士57期                           | 陸上幕僚監部第1部長                                 | 陸上幕僚副長                               |
| 09 | 澤山正明            | 1977.10.20 - 1979.3.15                    | 陸士56期                           | 防衛研修所副所長                                    | 退職                                       |
| 10 | 梅野文則            | 1979.3.16 - 1980.3.16                     | 陸士58期                           | 陸上自衛隊北海道地区補給処長 兼 島松駐とん地司令    | 陸上自衛隊富士学校長 兼 富士駐とん地司令   |
| 11 | 柏木明              | 1980.3.17 - 1981.6.30                     | 陸士59期                           | 東部方面総監部幕僚長 兼 市ケ谷駐とん地司令          | 陸上自衛隊富士学校長 兼 富士駐とん地司令   |
| 12 | 落合成行            | 1981.7.1 - 1982.6.30                      | 陸士59期                           | 北部方面総監部幕僚長 兼 札幌駐とん地司令            | 退職                                       |
| 13 | 柗本節              | 1982.7.1 - 1983.6.30                      | 仙幼47期・ 第二高等学校 昭和23年卒 | 陸上幕僚監部調査部長                                | 防衛大学校幹事                             |
| 14 | 土谷一郎            | 1983.7.1 - 1986.3.16                      | 京都大学 昭和28年卒                | 西部方面総監部幕僚長 兼 健軍駐屯地司令              | 退職                                       |
| 15 | 宮嵜文男            | 1986.3.17 - 1988.3.15                     | 東京経済大学 昭和30年卒            | 西部方面総監部幕僚長 兼 健軍駐屯地司令              | 退職                                       |
| 16 | 五十君弘太郎        | 1988.3.16 - 1990.3.15                     | 防大2期                            | 陸上幕僚監部教育訓練部長                            | 退職                                       |
| 17 | 江口博保            | 1990.3.16 - 1991.6.30                     | 防大2期                            | 陸上自衛隊需品補給処長 兼 松戸駐屯地司令            | 退職                                       |
| 18 | 岩田貞幸            | 1991.7.1 - 1993.6.30                      | 防大4期                            | 防衛研究所副所長                                    | 退職                                       |
| 19 | 木家勝              | 1993.7.1 - 1996.3.24                      | 防大6期                            | 陸上自衛隊幹部候補生学校長 兼 前川原駐屯地司令      | 退職                                       |
| 20 | 寺本典也            | 1996.3.25 - 1997.6.30                     | 防大7期                            | 陸上自衛隊富士学校副校長                            | 退職                                       |
| 21 | 土橋健二            | 1997.7.1 - 1999.3.28                      | 防大10期                           | 東北方面総監部幕僚長 兼 仙台駐屯地司令              | 第2師団長                                  |

## その他
1970年代には広島市内で観閲行進を行っていた。1970年（昭和45年）10月25日に自衛隊創立20周年を記念して実施し、革新系の諸団体が「軍国主義の復活」と抗議した。1971年（昭和46年）10月31日に行った観閲行進では、広島城南側交差点から紙屋町交差点（前年度は広島市役所前）の間で、戦車15両、ヘリコプター10機、火砲90門、隊員1,500人の規模で行われた。
翌1972年（昭和46年）10月29日の自衛隊創立22周年観閲行進は、日本社会党や日本共産党、広島県職員労働会議（県労）など革新系の10団体が山田節男市長に協力中止を申し入れたほか、10月12日に観閲行進と同時刻に同一コースでの反戦デモを申請。10月23日に広島県公安員会は時刻変更と一部の集会を不許可とする条件で許可したため、諸団体は主催を県労に一本化。広島地方裁判所に一部許可の取り消しと執行停止の申し立てを行ったが、10月27日に裁判所は「公共の福祉に重大な影響を及ぼすおそれ」を理由に認めない決定を出した。10月25日には、10団体からなる国際反戦平和統一運動広島県実行会議が山田市長に「市中パレード観閲の拒否」を申し入れたが、山田市長は個人的には自衛隊を是認していないとしつつ「国家機関の実施する儀礼的な行事をボイコットするわけにはいかない」と回答した。結局、前年より規模が縮小され、航空機6機、戦車14両を含む車両200両、隊員1,100人が広島県庁前で観閲行進が実施された。
1973年（昭和48年）10月29日にも、自衛隊創立22周年の観閲行進を戦車25両、砲11門、航空機11機、隊員1,000人の規模で広島県庁前で実施。約4万3,000人の観衆があったが、反対派は6,000人規模の集会を実施した。